# Epilobium nivale
Epilobium nivale är en dunörtsväxtart som beskrevs av Franz Julius Ferdinand Meyen. Epilobium nivale ingår i släktet dunörter, och familjen dunörtsväxter. Inga underarter finns listade i Catalogue of Life.